# Ophiozonella clypeata
Ophiozonella clypeata är en ormstjärneart som först beskrevs av George Richard Lyman 1883.  Ophiozonella clypeata ingår i släktet Ophiozonella och familjen Ophiolepididae. Inga underarter finns listade i Catalogue of Life.